# Časti Škotske
Časti Škotske (škotsko Honours o Scotland, škotskogelsko Seudan a' Chrùin Albannaich), neuradno znana kot škotski kronski dragulji, so regalije, ki so jih škotski kralji nosili ob kronanju. Hranijo jih v kronski sobi na Edinburškem gradu in izvirajo iz 15. in 16. stoletja in so najstarejši ohranjeni komplet kronskih draguljev na Britanskem otočju.
Regalije so bile uporabljene skupaj za kronanje škotskih monarhov od Marije, kraljice Škotske leta 1543 do Karla II. leta 1651. Od Zveze kron leta 1603 do Unije leta 1707 so bile regalije prisotne na zasedanjih škotskega parlamenta za označevanje prisotnosti monarha in njihovega sprejemanja moči parlamenta. Vsaj od 16. stoletja je monarh (ali lord visoki komisar) označeval podelitev kraljeve privolitve tako, da se je med zasedanjem parlamenta z žezlom dotaknil končnega natisnjenega izvoda zakona o parlamentu. Po Uniji leta 1707 so bile regalije zaklenjene v skrinji na Edinburškem gradu, britanski monarhi pa so angleške kronske dragulje še naprej uporabljali kot kronske dragulje Združenega kraljestva. Regalije / časti so bile ponovno odkrite leta 1818 in so od takrat na ogled javnosti na Edinburškem gradu. Časti so bile uporabljene ob državniških priložnostih, vključno z obiskom Jurija IV. leta 1822, prvim obiskom Elizabete II. na Škotskem kot monarhinja leta 1953 in državnim zahvalnim bogoslužjem Karlu III. po njegovem kronanju leta 2023. Škotska krona je prisotna na vsaki otvoritveni slovesnosti škotskega parlamenta.
Časti Škotske so: škotska krona, žezlo in škotski državni meč. Zlata krona je bila narejena na Škotskem in je v sedanji obliki iz leta 1540. Meč in žezlo sta bila izdelana v Italiji kot darilo Jakobu IV. Časti se pojavljajo tudi na grebenu škotskega kraljevega grba in na škotski različici kraljevega grba Združenega kraljestva, kjer je upodobljen rdeči lev škotskega kralja s krono in drži meč in žezlo. Plašči za kronanje, par ostrog, prstan in krone zakoncev so bili prav tako del škotskih regalij, nobena od njih ni ohranjena do danes. Zlata ampula Karla I., ki je vsebovala mazilno olje ob njegovem kronanju leta 1633, zdaj pripada Škotskemu narodnemu muzeju.
Kronska soba v Edinburškem gradu vsebuje tudi kamen iz Sconea, Elizabetin meč, srebrno pozlačeno palico, Stewartove dragulje iz 17. stoletja (ki so bili dodani leta 1830) in Lornejeve dragulje, ki jih je Škotski zapustila princesa Louise, vojvodinja Argyllska, leta 1939.

## Zgodovina

### Zgodnja zgodovina
Na najzgodnejši znani upodobitvi škotskega kralja, ki nosi svoje simbole suverenosti, kralj Edgar Škotski (vladal 1097–1107) nosi krono, meč in žezlo na svojem velikem pečatu. Njegov brat Aleksander I. Škotski je prikazan z vladarskim jabolkom v rokah – simbolom božanskega kraljestva, ki dejansko ni bil del škotskih regalij. Do vladavine Johna Balliola so regalije sestavljali krona, žezlo, meč in prstan. Po angleški invaziji leta 1296 je te regalije in kamen iz Sconea, na katerega so bili obloženi in okronani škotski monarhi, zajela angleška vojska in jih odpeljala v London.
Nove regalije so bile narejene v 14. stoletju za naslednja kronanja, in čeprav škotska krona v svoji prejšnji obliki morda izvira iz tega obdobja, so bile druge regalije do 16. stoletja postopoma nadomeščene s sedanjim nizom časti – sestavljeno iz krone Škotske, preoblikovane leta 1540 ter žezla in državnega meča, ki sta bila izdelana v Italiji in dana Jakobu IV. kot papeška darila. Krona soproge je bila izdelana leta 1539 za Marijo Guise, ženo Jakoba V., vendar ni ohranjena med častmi.
Časti v sedanji obliki so bile prvič skupaj uporabljene ob kronanju Marije I. Škotske leta 1543. Do druge polovice 16. stoletja so predstavljali kraljevo oblast v škotskem parlamentu in akti parlamenta so dobili kraljevo privolitev, ko se jih je monarh (ali njihovi predstavniki) dotaknil z žezlom. Časti so bile običajno shranjene v Edinburškem gradu, kjer so ostale med marijansko državljansko vojno. Regent Morton je 15. julija 1578 prinesel odlikovanja na Stirlinški grad za svoj parlament, kjer so jih imeli grofje Angus, Lennox in Mar.

### 17. in 18. stoletje
Od Zveze kron leta 1603 do Zveze leta 1707 so se regalije nosili na sejah škotskega parlamenta, da bi označili monarhovo prisotnost in njihovo sprejemanje moči parlamenta. Ostroge – simboli viteštva – so bile predstavljene Karlu I. ob njegovem škotskem kronanju leta 1633; izgubljene so bile tudi ostroge in oblačila. Časti so bile nazadnje uporabljene na kronanju leta 1651, ko je bil Karel II. kronan v Sconeu. Ker je Oliver Cromwell prejšnje leto napadel Škotsko in se je Edinburški grad tistega decembra predal njegovi vojski, časti ni bilo mogoče vrniti tja. Angleške kronske dragulje je Commonwealth že pretopil in skoval v kovance. Ker je Cromwellova vojska hitro napredovala proti Sconeu, se je tajni svet junija 1651 odločil, da jih postavi na grad Dunnottar v Kincardineshireu, družinski sedež grofa Marischala, skrbnika časti.
Pripeljali so jih v Dunnottar, skrite v vrečah z volno, in sir George Ogilvie iz Barrasa, namestnik guvernerja gradu, je bil odgovoren za njihovo obrambo. Novembra 1651 so Cromwellove čete pozvale Ogilvieja, naj se preda, vendar je to zavrnil. Med kasnejšo blokado gradu sta odstranitev Časti Škotske načrtovala Elizabeth Douglas, žena sira Georgea Ogilvieja, in Christian Fletcher, žena Jamesa Grangerja, duhovnika župnijske cerkve Kinneff. Glede odstranitve časti obstajata dve zgodbi. Fletcher je leta 1664 izjavil, da je med tremi obiski gradu februarja in marca 1652 odnesla krono, žezlo, meč in nožnico, skrite med vrečami blaga. Drugo poročilo, ki ga je v 18. stoletju podal učitelj grofa Marischala, beleži, da so časti spustili z gradu na plažo, kjer jih je pobral Fletcherjev služabnik in jih odnesel v kostumu morske trave. Potem ko sta Fletcherjeva in njen mož časti pretihotapila z gradu, sta jih pokopala pod tlemi Old Kirk v Kinneffu.
Ob obnovitvi Karla II. leta 1660 so bile časti odstranjene iz Kinneff Old Kirk in vrnjene v Edinburški grad. Med razpravami v škotskem parlamentu od oktobra 1706 do januarja 1707 o pogodbi o uniji so se razširile govorice, da naj bi časti odpeljali v Anglijo in jih stopili (opolzka pesem iz obdobja po uniji je nakazovala, da naj bi jih stopili dol, da bi jih spremenili v komplet dildov za kraljico Anne). Da bi ublažil strahove glede usode časti, je parlament 14. januarja 1707 spremenil 24. člen pogodbe s klavzulo, ki pravi, da »... se krona, žezlo in meč države ... še naprej hranijo, kot so v tisti del Združenega kraljestva, ki se zdaj imenuje Škotska, in da bodo tako ostali tudi v prihodnje, ne glede na unijo.« S prekinitvijo parlamenta 25. marca 1707 časti niso imele več nobene praktične uporabe. Odpeljali so jih v kronsko sobo na Edinburškem gradu, kjer so jih varno zaklenili v veliko hrastovo skrinjo, vrata kronske sobe pa so zazidali.

### 19. stoletje
28. oktobra 1817 je princ regent izdal kraljevi nalog, s katerim je pooblastil določene pooblaščence, da vlomijo zazidana vrata kronske sobe. Komisarji so bili: lord Granton (lord predsednik sodišča), lord Boyle (lord pravosodni uradnik), William Adam (lord glavni komisar porotnega sodišča), generalmajor Sir John Hope (poveljnik -Šef, Škotska), Kincaid Mackenzie (Edinburški lord provost), James Wedderburn (generalni solicitor), romanopisec in zgodovinar Walter Scott (v vlogi sekretarja seje), William Clerk (porotni uradnik), Henry Jardine (namestnik spominskega uradnika v državni blagajni) in Thomas Thomson (namestnik lorda uradnika). Komisarji so vdrli v kronsko sobo 4. februarja 1818. Napol v pričakovanju, da bodo našli hrastovo skrinjo prazno, so z olajšanjem odprli in odkrili krono, žezlo in meč, zavite v platno, natanko takšne, kot so jih pustili pred 111 leti. Kraljevi prapor je bil dvignjen nad Edinburški grad v počastitev zgodovinskega trenutka. Navdušeni vzkliki so odjeknili po gradu in javnost se je zbrala zunaj, da bi slišala novico. 26. maja 1819 so bile časti javno razstavljena v kronski sobi. Varovala sta ju dva veterana bitke pri Waterlooju, oblečena v Yeomanovo obleko v jakobinskem slogu.
Jurij IV. Britanski je bil okronan za kralja leta 1821 in njegov obisk Škotske naslednje leto je bil prvi monarhov obisk po letu 1651. 12. avgusta 1822 so častniki v sprevodu pospremili do palače Holyroodhouse. Vladalo je karnevalsko vzdušje, ljudje so se vrstili po ulicah in opazovali skozi okna. Tri dni pozneje je kralj prispel v palačo in se simbolično dotaknil regalij. Preden je čez teden dni zapustil državo, se je udeležil povratne procesije na grad, kjer so častniki ostali do 20. stoletja.

### 20. stoletja in kasneje
Leta 1911 so meč nosili pred Jurijem V. na uradnem odprtju kapele Thistle v stolnici sv. Gilesa v Edinburgu – prvič, da je katera od regalij zapustila Edinburški grad po letu 1822. Med drugo svetovno vojno so bile regalije skrite na gradu zaradi strahu, da bi jih lahko izgubili, če bi Združeno kraljestvo padlo pod Nemčijo. Krona in Stewartovi dragulji so bili zakopani pod tlemi stranišča, medtem ko so bili žezlo, meč in palica skriti v steni. Edini uradniki, ki so vedeli za skrivališča, so bili Jurij VI., škotski državni sekretar, kraljev spomin in generalni guverner Kanade. 24. junija 1953 so bili predstavljeni novo okronani Elizabeti II. na nacionalnem zahvalnem bogoslužju v stolnici sv. Gilesa. Sir Winston Churchill, takratni premier, je kraljici v želji, da bi se izognil razlaganju bogoslužja kot škotskega kronanja, svetoval, naj se obleče relativno neformalno.
Od leta 1971 do 1987 je bil meč uporabljen pri postavitvi vitezov Reda bodike, najvišjega škotskega viteškega reda. Ko je bil kamen iz Sconea leta 1996 vrnjen na Škotsko, so ga postavili v kronsko sobo poleg regalij. Med prenovo v 1990-ih so bile začasno shranjena v anonimni banki v Edinburgu. Škotska krona je bila prisotna maja 1999 na prvem zasedanju decentraliziranega škotskega parlamenta. Nosili so jo na blazini, uradni razlog pa je bil, da je bila preveč krhka, da bi jo nosila kraljica.
Leta 2018 so bili objavljeni načrti za prenovo razstave regalij in izboljšanje dostopnosti.
Škotska krona je bila položena na krsto Elizabete II. pri bogoslužju v stolnici sv. Gilesa 12. septembra 2022 in je tam ostala, medtem ko je ležala pri počitku. Njenemu nasledniku Karlu III. so bile 5. julija 2023 podeljene časti na nacionalnem zahvalnem bogoslužju v isti stolnici.

## Časti

### Krona
Krona je morala biti narejena med vladavino Roberta Brucea ali njegovega sina Davida II., saj je bil David maziljen in okronan, tako kot vsi poznejši kralji Stuarti, in verjetno je bila ta nova krona preoblikovana v sedanjo krono. Videti jo je mogoče v obliki pred letom 1540 na portretu Jakoba IV. v Knjigi Časti, ki je bil ustvarjen za njegovo poroko z Margareto Tudor leta 1503. Adam Leys je leta 1532 kroni dodal loke za Jakoba V., zaradi česar je postala cesarska krona, ki simbolizira kraljev status cesarja lastne domene, ki je podrejen nikomur razen Bogu. Loki so se prvič pojavili kot slikovni simboli na kovancih pod Jakobom III., ki je leta 1469 zahteval »polno jurisdikcijo in svobodno imperij v svojem kraljestvu«.
Leta 1540 je edinburški zlatar John Mosman stopil obroček in ga prelil z dodatkom 22 dragih kamnov prvotnim 20 in dodatnih 1,2 kilograma škotskega zlata. Jakob V. jo je prvič nosil na kronanju svoje žene istega leta v opatiji Holyrood. Tehta 1,6 kilograma, krog pa je okrašen z izmenjujočimi se lilijami in križ fleury. Štirje zlati polloki, ohranjeni od prvotne krone, so nadgrajeni z zlatim mondom – kroglo, emajlirano modro z zvezdami, ki predstavljajo nočno nebo. Na vrhu monda je križ, okrašen s črnim emajlom, biseri in velikim ametistom. Prvotno je vijolično žametno kapo izdelal Thomas Arthur iz Edinburga. To je Jakob VII. spremenil v rdečo, sedanja pa je iz leta 1993. Štirje zlati okraski z velikim biserom v sredini so pritrjeni na kapo med lokoma krone.

### Žezlo
Žezlo, simbolična okrasna palica, ki so jo imeli škotski monarhi ob kronanju, je bilo darilo papeža Aleksandra VI. Jakobu IV. leta 1494. To papeško darilo je nadomestilo žezlo domače izdelave, ki je bilo najzgodnejše iz 14. stoletja in je bilo izgubljeno. Žezlo je bilo izdelano v Italiji iz pozlačenega srebra, za Jakoba V. leta 1536 ga je preoblikoval in podaljšal edinburški zlatar Adam Leys in je dolgo 86 cm. Žezlo je sestavljeno iz ročaja, pritrjenega na dno šesterokotne palice, ki ima na vrhu finial. Na palico so vgravirane groteske, žare, listi, bodike in lilije. Na zaključku so stilizirani delfini (simboli Cerkve) in tri figure pod baldahini. Tri figure so Devica Marija, ki nosi krono in drži otroka Jezusa v desni roki in kroglo v levi roki; Sveti Jakob Veliki drži knjigo in palico; in sveti Andrej, ki drži knjigo in Andrejev križ. Na vrhu zaključka je globus iz poliranega kristala, na vrhu pa zlati globus, na vrhu katerega je velik biser.

### Državni meč
Državni meč je bil dar papeža Julija II., ki ga je leta 1507 izročil Jakobu IV. skupaj z blagoslovljenim klobukom kot papeško priznanje Jakobove obrambe krščanstva. Meč, ki v dolžino meri 137,8 cm, je izdelal Domenico da Sutri in je nadomestil domači meč časti, ki je bil izdelan leta 1502 kot dopolnilo žezlu in je bil izgubljen. Jekleno rezilo, ki v dolžino meri 99 centimetrov, je na obeh straneh vgravirano s figurama svetega Petra in svetega Pavla ter besedami: JULIUS II PONT MAX (Julius II. Vrhovni papež) z intarziranim zlatim napisom. 38,7 centimetra srebrno pozlačen ročaj je okrašen s hrastovimi listi in želodom, z dvema stiliziranima hrastovoma listoma, ki prekrivata nožnico, in križnim ščitnikom v obliki delfinov. Lesene nožnice Državnega meča so vezane v škrlatni žamet s srebrno pozlačenim delom in obešene na 1,5 m dolgem pasu meča, ki je narejen iz tkane svile in zlate niti ter ima srebrno pozlačeno zaponko.

## Drugi dragulji v kronski sobi

### Elizabetin meč
Leta 2023 je veljalo, da je državni meč preveč krhek, da bi ga skupaj z drugimi škotskimi častmi podelili kralju Karlu III. na nacionalni zahvalni službi 5. julija in posvetitvi v stolnici St Giles. Škotski obrtniki so za ta namen izdelali nov ceremonialni meč, imenovan Elizabetin meč po pokojni monarhinji in je stal 22.000 funtov.

### Palica
Poleg krone, žezla in meča je Walter Scott našel srebrno pozlačeno palico. V dolžino meri 1 meter, na vrhu pa je fasetiran kristalni mondej, ki ga obkroža križ. Palica ima leseno jedro in inicialke neznanega izdelovalca F. G. Predvidena vloga predmeta – če jo je sploh imel – je bila pozabljena, njegova prisotnost med regalijami pa je še vedno skrivnost. Walter Scott je menil, da so jo morda odnesli pred škotskega visokega zakladnika. Čeprav je blagajnik imel žezlo, je bila drugačne oblike.[51]

### Dragulji Stuartov
Prikazani so tudi štirje predmeti, ki jih je Jakob VII. po Slavni revoluciji leta 1688 odnesel v izgnanstvo: medaljon, Veliki Jurij in ovratnik ter rubinasti prstan. Dragulji Stuartov so se prenašali v družini Stuart. Vsi so se vrnili v Veliko Britanijo 119 let pozneje in jih je leta 1830 Viljem IV. dal v trajno posojo Edinburškemu gradu.
Dragulj sv. Andreja reda bodike je zlat in srebrn medaljon, obešen na trak, ki vsebuje ovalni kos kalcedona, v katerega je vklesan kamejski lik svetega Andreja. Kameja je obrobljena z 12 diamanti. Na zadnji strani je izpisano latinsko geslo reda: NEMO ME IMPUNE LACESSIT ('nihče me ne napada nekaznovano'). V notranjosti je miniaturni portret princese Louise Stolberg-Gedern, žene Charlesa Edwarda Stuarta, vnuka Jakoba VII. Predmet je različno angleškega, francoskega, italijanskega in nizozemskega izvora, je bil večkrat spremenjen in meri 6,5 cm krat 4 cm.
Ovratnica in Veliki Jurij reda podvezice sestavljata emajlirana zlata figura svetega Jurija, zavetnika Anglije, ki ubija zmaja, narejena za Karla II. leta 1661, obešena na zlato ovratnico, izdelano leta 1685. Jurij je postavljen s 122 diamanti in meri 7,2 cm x 6,4 cm. Manjkata svetniški plašč in velika zanka za obešanje. Ovratnica je dolga 1,57 metra in ima 26 izmeničnih vozlov in emajliranih značk, vsaka s tudorsko vrtnico v sredini.
Prstan z rubinom je bil verjetno uporabljen na angleških kronanjih Karla I. in Karla II., zagotovo pa Jakoba. Ima velik rubin z vgraviranim križem sv. Jurija in obrobljen s 26 diamanti, uporabljenimi v 19. stoletju.

### Lornejski dragulji
Četrta hči kraljice Viktorije, princesa Louise, vojvodinja Argyllska, je umrla leta 1939 in je škotskemu narodu zapustila ogrlico, medaljon in obesek. Nakit, izdelan v Londonu, je bil poročno darilo Louise od njenega moža markiza Lornskega (kasneje vojvode Argyllskega) leta 1871. Ogrlica vsebuje 190 diamantov, povezanih s 13 biseri, obdanimi z diamanti; visi obešen medaljon, sestavljen iz velikega bisera, obdanega s 30 diamanti; iz katerega visi obesek v obliki hruške, okrašen z diamanti, smaragdi in safirji, z reliefno upodobitvijo Lornske galerije in geslom vojvod Argyllskih: NE OBLIVISCARIS, kar pomeni »ne pozabi«.

## Ampula Karla I.
Zlata ampula je bila izdelana za shranjevanje olja, s katerim je bil Karel I. maziljen za kralja ob svojem škotskem kronanju leta 1633. Posoda v obliki hruške je visoka 13 cm in tehta 110 gramov. Nikoli več uporabljena, jo je leta 1907 odkrila Škotska cerkvena družba v lasti sira Georgea Grant-Suttieja, 7. baroneta. Leta 1948 jo je pridobil Škotski narodni muzej. Ampula nosi naslednji latinski napis v spomin na njeno uporabo ob kronanju Karla I.:
Avrea Sacri olei
Receptaculum quo Carolvs eius nominus primus Scotiae
Anglie Fran; et hib; Rex.
Edinburg; v Ecclesia
S: Crucis unctus fuit
lunii xviii
1633.